# Pfaffenstraße 3 (Bützow)
Das Haus mit der postalischen Adresse  Pfaffenstraße 3  (auch: Papen-Straat, auch: Poppen-Straat) ist ein aus dem 18. Jahrhundert stammendes in Fachwerkbauweise errichtetes denkmalgeschütztes Gebäude. Es befindet sich in der Pfaffenstraße von Bützow im Landkreis Rostock in Mecklenburg.

## Architektur
Das um 1760 errichtete Bürgerhaus präsentiert sich als eine zweigeschossige Fachwerkkonstruktion mit Satteldach und den Ausfachungen aus Backsteinen. An der Schauseite sind dreizehn historische nach außen öffnende zweiflüglige Einfachfenster mit zu öffnendem Oberlicht und einer zweiflügeligen Portaltür mit Oberlicht.

## Geschichte

### 18. Jahrhundert
Von 1761 bis 1778 wohnte Wenceslaus Johann Gustav Karsten, Professor für Mathematik an der herzoglichen Friedrichs-Universität Bützow im Haus Nr. 170. Karsten wurde 1764 und 1768/69 Rektor der Bützower Universität. Im Dachgeschoss des Hauses befand sich die Sternwarte der Universität Bützow. Im Vergleich zu anderen Observatorien dieser Zeit war die Warte gut mit Instrumenten ausgestattet und wurde für die akademischen Vorträge des Professor Karsten verwendet. Karsten erstellte 1765 in seinem Wohnhaus die mathematisch-astronomischen Berechnungen für die weltweit einzigartige Lüderssche Sonnenuhr an der Stiftskirche Bützow.

### 19. Jahrhundert

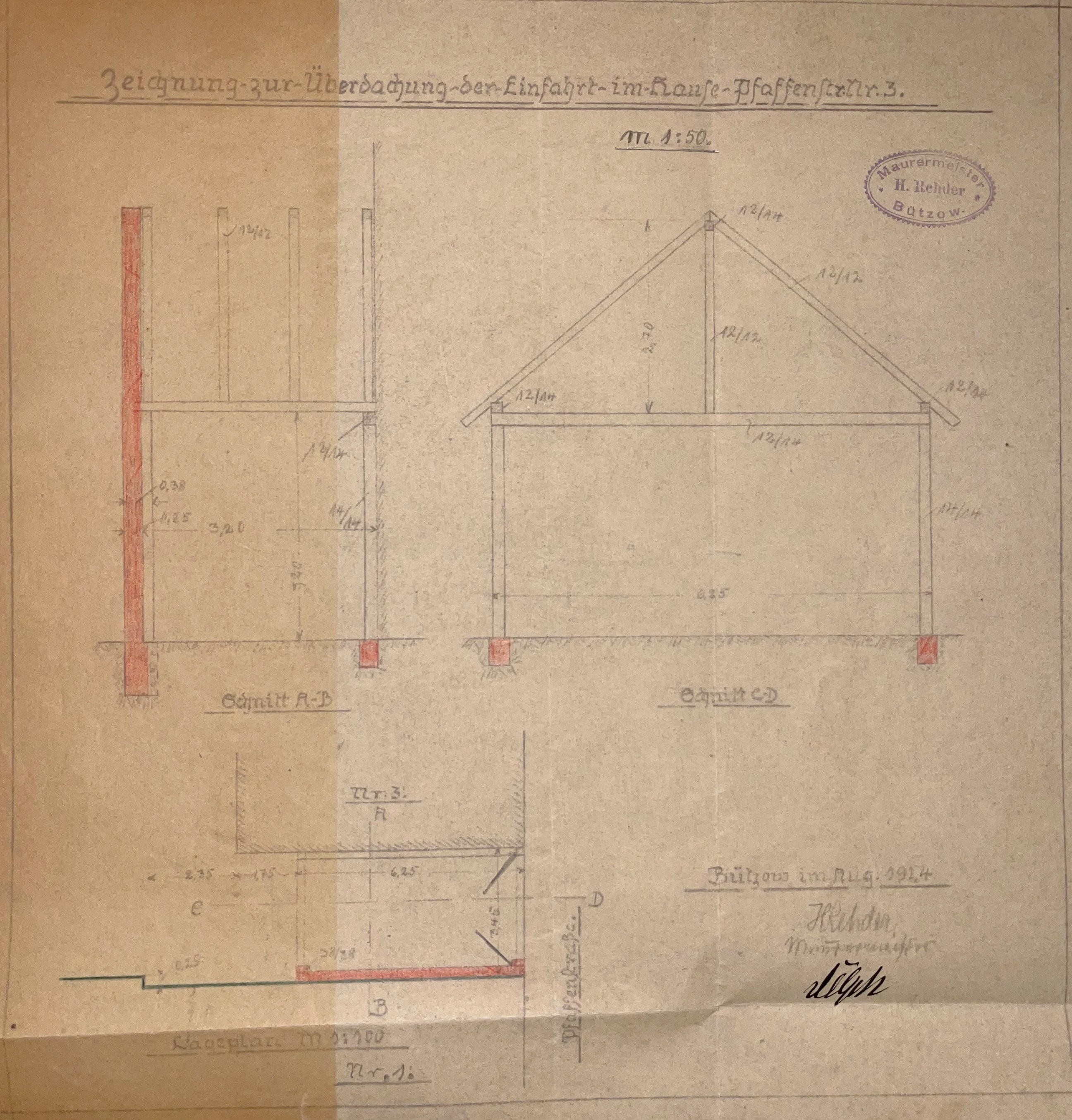
Bauplan Tordurchfahrt

Ab 1810 war das Wohnhaus im Eigentum des Kammerjunkers Friedrich Ludwig Georg Wilhelm Graf von Oeynhausen und seiner Frau Ida Caroline Dorothea Gräfin von Oeyenhausen, geb. von Moltke, die mit ihren acht Kinder dort lebten. Die Gräfin wohnte bis zu ihrem Tode 1845 in diesem Haus. Einer der Söhne des Paares war Friedrich Georg Gustav Ludwig Graf von Oeynhausen.

### 20. Jahrhundert
1924 wurde die Tordurchfahrt auf der linken Seite durch den hiesigen Maurermeister Rehder überbaut. In den 1930er Jahren wurde in der Stallung auf dem Hof eine Waschküche errichtet.

## Sanierung
2003/04 wurde das Haus umfassend durch die GOS mbH im Auftrag der Stadt Bützow saniert und modernisiert.

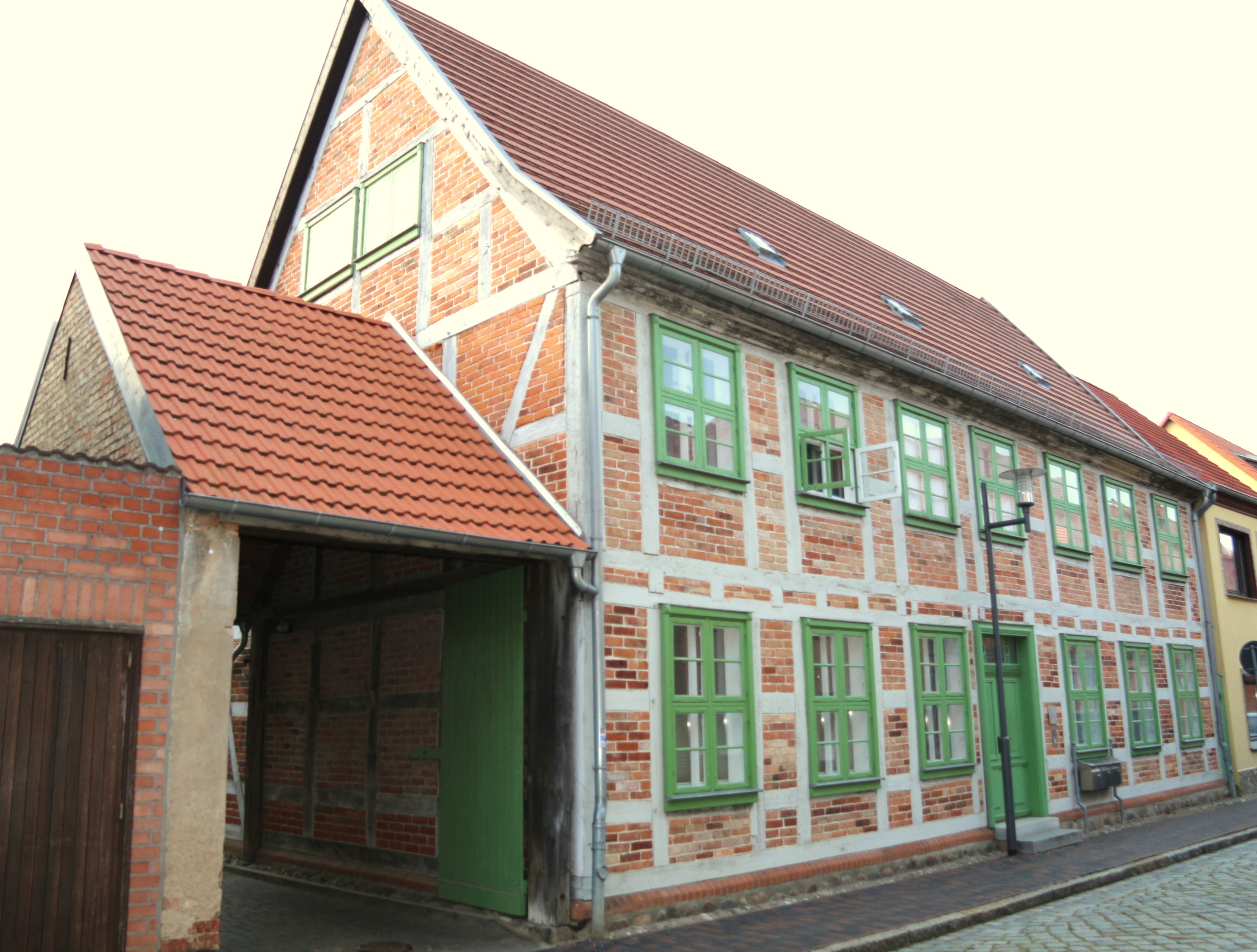
Straßenfront
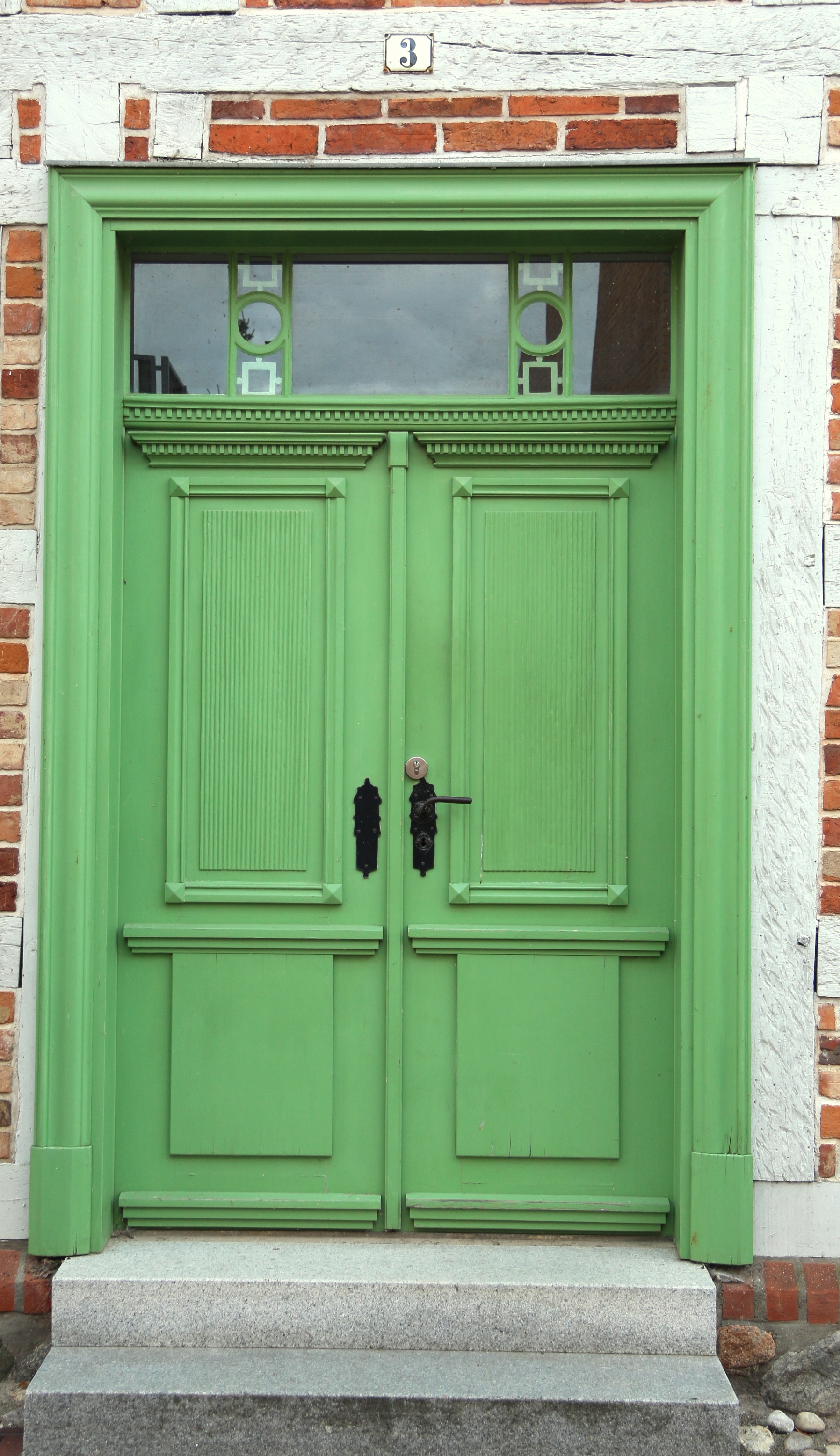
Portaltür
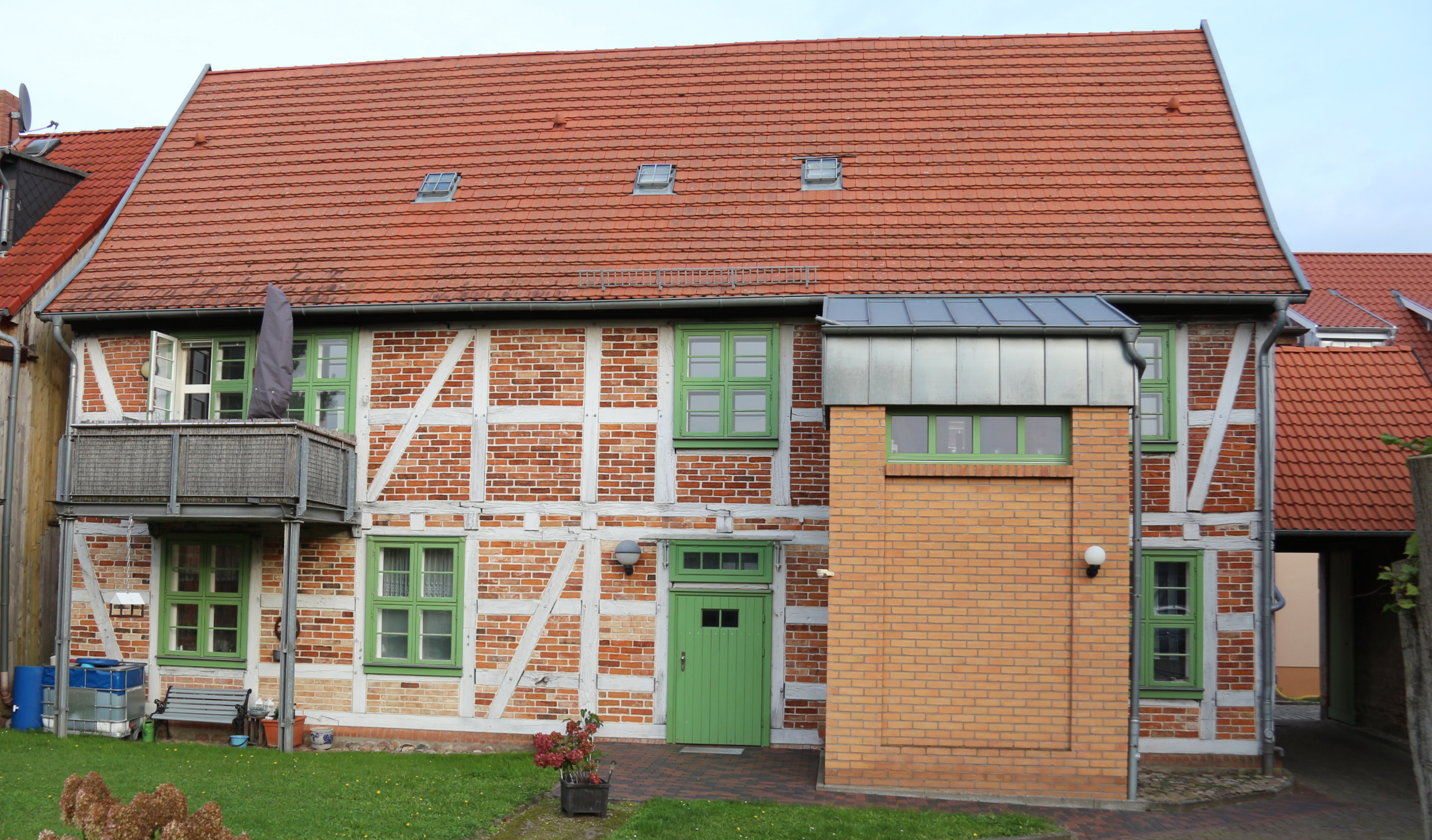
Hofansicht